# Julia Hamari
Julia Hamari (Budapest, 21 novembre 1942) è un mezzosoprano e contralto ungherese.

## Biografia
Nata e cresciuta a Budapest, studiò canto all'Accademia musicale Franz Liszt, per poi perfezionarsi alla Hochschule für Musik und Darstellende Kunst di Stoccarda fino al 1966. Nel 1966 ha fatto il suo esordio come solista nella Passione secondo Matteo a Vienna, insieme a Karl Richter, Teresa Stich-Randall, Peter Schreier ed Hermann Prey. L'anno dopo fece il suo debutto operistico come Mercedes in Carmen al Festival di Salisburgo, diretta da Herbert von Karajan e insieme a Grace Bumbry, Jon Vickers e Mirella Freni. Nel 1968 invece fece il suo esordio come Carmen alla Staatsoper Stuttgart, diretta da Carlos Kleiber. Nel 1969 fu il contralto solista nello Stabat Mater di Giovanni Battista Pergolesi al Teatro alla Scala, diretta da Claudio Abbado.
Nel 1970 cantò a Torino ne La donna del lago insieme a Franco Bonisolli e Montserrat Caballé, incidendo la parte di Malcolm anche su disco, diretta da Piero Bellugi. Nel 1975 cantò nel Requiem verdiano alla Wiener Staatsoper, diretta da Riccardo Muti, e fu Magdalene nella prima incisione discografica de I maestri cantori di Norimberga diretto da Georg Solti e con la Wiener Philharmoniker. Nel 1976 fu Angelina ne La Cenerentola alla Scala e Cherubino ne Le nozze di Figaro alla Royal Opera House. Nel 1979 fu Celia ne La felicità premiata di Haydn al Glyndebourne Festival Opera e Sinaide nel Mosè in Egitto alla Scala. 
Nel 1980 fu Orfeo nell'Orfeo ed Euridice al Maggio Musicale Fiorentino, nel 1982 esordì al Metropolitan Opera House come Rosina ne Il barbiere di Siviglia. Sempre nel 1982 cantò alla Scala come Angelina nella Cenerentola e Marchesa Clarice ne La pietra del paragone. Nel 1984 cantò come Dorabella in Così fan tutte alla Dallas Opera, un ruolo che sostenne una quindicina di volte a Vienna tra il 1989 e il 1991 e sei volte al Met tra il 1984 e il 1986.

## Discografia parziale
- La donna del lago, Montserrat Caballé, Franco Bonisolli, Pietro Bottazzo, Paolo Washington. Dir. Piero Bellugi, Opera d'Oro. 1970
- Il matrimonio segreto, Dietrich Fischer-Dieskau, Julia Varady, Arleen Auger, Alberto Rinaldi. Dir. Daniel Barenboim, Deutsche Grammophon. 1976